# Román Hernández Onna
Pour les articles homonymes, voir Hernández.
Román Hernández Onna est un joueur d'échecs cubain né le 23 novembre 1949 à Santiago de Cuba et mort le 1er juin 2021, grand maître international depuis 1978.

## Palmarès
Román Hernández Onna finit cinquième du championnat panaméricain d'échecs en 1970. Grand maître international depuis 1978, il remporta le championnat de Cuba d'échecs en 1982. Dans les tournois internationaux, il partagea la quatrième place, ex æquo avec Mikhaïl Tal et Walter Browne, au tournoi de Las Palmas 1977, tournoi remporté par le champion du monde Anatoli Karpov devant Bent Larsen et Jan Timman. La même année, il finit deuxième, ex æquo avec Óscar Panno et Ulf Andersson, du tournoi de grands maîtres du festival d'échecs de Bienne remporté par Tony Miles. Il finit deuxième ex æquo du tournoi de Bogota en 1978 (victoire du Soviétique Efim Geller).
Román Hernández Onna représenta Cuba lors de huit olympiades de 1970 à 1990 ; il joua au deuxième échiquier de l'équipe cubaine en 1978. En 1988, il marqua 5,5 points sur 7 (quatre victoires et trois nulles) à l'olympiade de Thessalonique, réalisant la septième meilleure performance de l'olympiade (2 649 points). En 1989, il remporta la médaille de bronze individuelle au premier échiquier de réserve lors du championnat du monde d'échecs par équipes à Lucerne. En 1991, il remporta le championnat panaméricain par équipes avec Cuba